# Jonas Blue/Diskografie
Diese Diskografie ist eine Übersicht über die musikalischen Werke des britischen DJs und Musikproduzenten Jonas Blue. Den Schallplattenauszeichnungen zufolge hat er bisher mehr als 27,9 Millionen Tonträger verkauft, davon alleine in seiner Heimat über 9,9 Millionen. Seine erfolgreichste Veröffentlichung ist die Single Fast Car mit über sechs Millionen verkauften Einheiten.

## Alben

### Studioalben
| Jahr | Titel Musiklabel                       | Höchstplatzierung, Gesamtwochen, AuszeichnungChartplatzierungen (Jahr, Titel, Musiklabel, Platzierungen, Wochen, Auszeichnungen, Anmerkungen) | Höchstplatzierung, Gesamtwochen, AuszeichnungChartplatzierungen (Jahr, Titel, Musiklabel, Platzierungen, Wochen, Auszeichnungen, Anmerkungen) | Höchstplatzierung, Gesamtwochen, AuszeichnungChartplatzierungen (Jahr, Titel, Musiklabel, Platzierungen, Wochen, Auszeichnungen, Anmerkungen) | Höchstplatzierung, Gesamtwochen, AuszeichnungChartplatzierungen (Jahr, Titel, Musiklabel, Platzierungen, Wochen, Auszeichnungen, Anmerkungen) | Höchstplatzierung, Gesamtwochen, AuszeichnungChartplatzierungen (Jahr, Titel, Musiklabel, Platzierungen, Wochen, Auszeichnungen, Anmerkungen) | Höchstplatzierung, Gesamtwochen, AuszeichnungChartplatzierungen (Jahr, Titel, Musiklabel, Platzierungen, Wochen, Auszeichnungen, Anmerkungen) | Anmerkungen                                                |
| Jahr | Titel Musiklabel                       | DE | AT | CH | UK | US | Dance | Anmerkungen                                                |
| ---- | -------------------------------------- | --- | --- | --- | --- | --- | --- | ---------------------------------------------------------- |
| 2018 | Blue EMI Virgin Music • Positiva (UMG) | — | — | — | UK33 Gold · (25 Wo.)UK | US— GoldUS | Dance6 (44 Wo.)Dance | Erstveröffentlichung: 9. November 2018 Verkäufe: + 825.000 |

### Kompilationen
| Jahr | Titel Musiklabel                                        | Höchstplatzierung, Gesamtwochen, AuszeichnungChartplatzierungen (Jahr, Titel, Musiklabel, Platzierungen, Wochen, Auszeichnungen, Anmerkungen) | Höchstplatzierung, Gesamtwochen, AuszeichnungChartplatzierungen (Jahr, Titel, Musiklabel, Platzierungen, Wochen, Auszeichnungen, Anmerkungen) | Höchstplatzierung, Gesamtwochen, AuszeichnungChartplatzierungen (Jahr, Titel, Musiklabel, Platzierungen, Wochen, Auszeichnungen, Anmerkungen) | Höchstplatzierung, Gesamtwochen, AuszeichnungChartplatzierungen (Jahr, Titel, Musiklabel, Platzierungen, Wochen, Auszeichnungen, Anmerkungen) | Höchstplatzierung, Gesamtwochen, AuszeichnungChartplatzierungen (Jahr, Titel, Musiklabel, Platzierungen, Wochen, Auszeichnungen, Anmerkungen) | Höchstplatzierung, Gesamtwochen, AuszeichnungChartplatzierungen (Jahr, Titel, Musiklabel, Platzierungen, Wochen, Auszeichnungen, Anmerkungen) | Anmerkungen                             |
| Jahr | Titel Musiklabel                                        | DE | AT | CH | UK | US | Dance | Anmerkungen                             |
| ---- | ------------------------------------------------------- | --- | --- | --- | --- | --- | --- | --------------------------------------- |
| 2017 | Electronic Nature – The Mix 2017 EMI Virgin Music (UMG) | — | — | — | — | US151 (1 Wo.)US | Dance4 (5 Wo.)Dance | Erstveröffentlichung: 14. Juli 2017     |
| 2020 | EST. 1989 EMI Virgin Music • Positiva (UMG)             | — | — | — | — | — | — | Erstveröffentlichung: 11. Dezember 2020 |

## Singles

### Als Leadmusiker
| Jahr | Titel Album                                        | Höchstplatzierung, Gesamtwochen, AuszeichnungChartplatzierungen (Jahr, Titel, Album, Platzierungen, Wochen, Auszeichnungen, Anmerkungen) | Höchstplatzierung, Gesamtwochen, AuszeichnungChartplatzierungen (Jahr, Titel, Album, Platzierungen, Wochen, Auszeichnungen, Anmerkungen) | Höchstplatzierung, Gesamtwochen, AuszeichnungChartplatzierungen (Jahr, Titel, Album, Platzierungen, Wochen, Auszeichnungen, Anmerkungen) | Höchstplatzierung, Gesamtwochen, AuszeichnungChartplatzierungen (Jahr, Titel, Album, Platzierungen, Wochen, Auszeichnungen, Anmerkungen) | Höchstplatzierung, Gesamtwochen, AuszeichnungChartplatzierungen (Jahr, Titel, Album, Platzierungen, Wochen, Auszeichnungen, Anmerkungen) | Höchstplatzierung, Gesamtwochen, AuszeichnungChartplatzierungen (Jahr, Titel, Album, Platzierungen, Wochen, Auszeichnungen, Anmerkungen) | Anmerkungen                                                                                         |
| Jahr | Titel Album                                        | DE | AT | CH | UK | US | Dance | Anmerkungen                                                                                         |
| ---- | -------------------------------------------------- | --- | --- | --- | --- | --- | --- | --------------------------------------------------------------------------------------------------- |
| 2015 | Fast Car Blue                                      | DE2 ×3Dreifachgold · (37 Wo.)DE | AT3 Platin · (32 Wo.)AT | CH4 (41 Wo.)CH | UK2 ×3Dreifachplatin · (40 Wo.)UK | US98 Platin · (5 Wo.)US | Dance7 (28 Wo.)Dance | Erstveröffentlichung: 4. Dezember 2015 Verkäufe: + 6.024.300; feat. Dakota; Original: Tracy Chapman |
| 2016 | Perfect Strangers Blue                             | DE9 Platin · (28 Wo.)DE | AT9 (21 Wo.)AT | CH8 (28 Wo.)CH | UK2 ×2Doppelplatin · (37 Wo.)UK | US— GoldUS | Dance11 (26 Wo.)Dance | Erstveröffentlichung: 3. Juni 2016 Verkäufe: + 4.198.333; feat. JP Cooper                           |
| 2016 | By Your Side Blue                                  | DE45 Gold · (12 Wo.)DE | AT56 (6 Wo.)AT | CH50 (15 Wo.)CH | UK15 Platin · (21 Wo.)UK | US— GoldUS | Dance17 (22 Wo.)Dance | Erstveröffentlichung: 27. Oktober 2016 Verkäufe: + 1.771.666; feat. Raye                            |
| 2017 | Mama Blue                                          | DE5 ×2Doppelplatin · (35 Wo.)DE | AT5 Gold · (29 Wo.)AT | CH6 (44 Wo.)CH | UK4 ×2Doppelplatin · (31 Wo.)UK | US— GoldUS | Dance10 (26 Wo.)Dance | Erstveröffentlichung: 5. Mai 2017 Verkäufe: + 4.378.333; feat. William Singe                        |
| 2017 | We Could Go Back Blue                              | — | — | — | UK74 (5 Wo.)UK | — | Dance34 (7 Wo.)Dance | Erstveröffentlichung: 13. Oktober 2017 feat. Moelogo                                                |
| 2018 | Hearts Ain’t Gonna Lie Est. 1989                   | — | — | — | UK— GoldUK | — | Dance26 (14 Wo.)Dance | Erstveröffentlichung: 5. Januar 2018 Verkäufe: + 400.000; feat. Arlissa                             |
| 2018 | Alien Blue • Singular: Act I (Japanese Edition)    | — | — | — | — | — | Dance12 (19 Wo.)Dance | Erstveröffentlichung: 16. März 2018 Verkäufe: + 20.000; mit Sabrina Carpenter                       |
| 2018 | Rise Blue                                          | DE8 Platin · (35 Wo.)DE | AT2 (32 Wo.)AT | CH10 (43 Wo.)CH | UK3 ×2Doppelplatin · (25 Wo.)UK | US— GoldUS | Dance9 (26 Wo.)Dance | Erstveröffentlichung: 25. Mai 2018 Verkäufe: + 3.750.000; feat. Jack & Jack                         |
| 2018 | I See Love Blue                                    | — | — | — | — | — | Dance49 (1 Wo.)Dance | Erstveröffentlichung: 29. Juni 2018 Verkäufe: + 20.000; feat. Joe Jonas                             |
| 2018 | Back & Forth Blue • Get to Know                    | — | — | — | UK12 Platin · (18 Wo.)UK | — | Dance32 (5 Wo.)Dance | Erstveröffentlichung: 7. September 2018 Verkäufe: + 600.000; mit Becky Hill feat. MK                |
| 2018 | Roll with Me –                                     | — | — | — | — | — | — | Erstveröffentlichung: 21. September 2018 mit Bantu feat. Shungudzo & ZieZie                         |
| 2018 | Polaroid Blue • LP1                                | — | — | CH96 (2 Wo.)CH | UK12 Platin · (17 Wo.)UK | US— GoldUS | Dance16 (20 Wo.)Dance | Erstveröffentlichung: 5. Oktober 2018 Verkäufe: + 1.545.000; mit Liam Payne feat. Lennon Stella     |
| 2019 | Wild Blue                                          | — | — | — | — | — | — | Erstveröffentlichung: 22. Februar 2019 Verkäufe: + 10.000; feat. Jhay Cortez, Chelcee Grimes & Tini |
| 2019 | What I Like About You Blue (Deluxe Edition)        | DE93 (4 Wo.)DE | — | CH76 (1 Wo.)CH | UK16 Platin · (23 Wo.)UK | — | Dance13 (20 Wo.)Dance | Erstveröffentlichung: 22. März 2019 Verkäufe: + 820.000; feat. Theresa Rex                          |
| 2019 | Ritual Blue (Deluxe Edition) • The London Sessions | — | — | CH56 (11 Wo.)CH | UK24 Platin · (19 Wo.)UK | — | Dance13 (20 Wo.)Dance | Erstveröffentlichung: 31. Mai 2019 Verkäufe: + 1.445.000; mit Tiësto feat. Rita Ora                 |
| 2019 | I Wanna Dance Blue (Deluxe Edition)                | — | — | — | — | — | Dance18 (10 Wo.)Dance | Erstveröffentlichung: 19. Juli 2019                                                                 |
| 2019 | Younger Blue (Deluxe Edition)                      | — | — | — | — | — | — | Erstveröffentlichung: 6. September 2019 Verkäufe: + 20.000; feat. HRVY                              |
| 2019 | All Night Long Est. 1989                           | — | — | — | — | — | Dance36 (7 Wo.)Dance | Erstveröffentlichung: 15. November 2019 feat. RetroVision                                           |
| 2019 | Billboard Est. 1989                                | — | — | — | — | — | — | Erstveröffentlichung: 13. Dezember 2019 feat. Tifa Chen                                             |
| 2020 | Mistakes Est. 1989                                 | — | — | — | — | — | — | Erstveröffentlichung: 28. Februar 2020 feat. Paloma Faith                                           |
| 2020 | Naked Est. 1989                                    | — | — | — | — | — | Dance30 (7 Wo.)Dance | Erstveröffentlichung: 26. Juni 2020 feat. MΛX                                                       |
| 2021 | Something Stupid –                                 | — | — | — | — | — | Dance45 (1 Wo.)Dance | Erstveröffentlichung: 5. Februar 2021 mit AWA                                                       |
| 2021 | Hear Me Say Happy Vibes                            | — | — | — | UK65 (8 Wo.)UK | — | Dance19 (19 Wo.)Dance | Erstveröffentlichung: 28. Mai 2021 Verkäufe: + 20.000; feat. Léon                                   |
| 2021 | Sad Boy –                                          | DE— aDE | — | — | — | — | Dance17 (9 Wo.)Dance | Erstveröffentlichung: 10. September 2021 mit R3hab feat. Ava Max & Kylie Cantrall                   |
| 2022 | Don’t Wake Me Up –                                 | — | — | — | UK79 (5 Wo.)UK | — | Dance13 (20 Wo.)Dance | Erstveröffentlichung: 7. Januar 2022 Verkäufe: + 20.000; mit Why Don’t We                           |
| 2022 | Angles –                                           | — | — | — | — | — | — | Erstveröffentlichung: 25. März 2022 mit Sevenn                                                      |
| 2022 | Siento –                                           | — | — | — | — | — | — | Erstveröffentlichung: 8. April 2022                                                                 |
| 2022 | Till the End –                                     | — | — | — | — | — | — | Erstveröffentlichung: 6. Mai 2022 mit Sam DeRosa & Sam Feldt                                        |
| 2022 | Perfect Melody –                                   | — | — | — | — | — | Dance49 (1 Wo.)Dance | Erstveröffentlichung: 27. Mai 2022 mit Julian Perretta                                              |
| 2022 | Always Be There –                                  | — | — | — | — | — | — | Erstveröffentlichung: 2. September 2022 mit Louisa Johnson                                          |
| 2023 | Crying on the Dancefloor –                         | — | — | — | — | — | Dance30 (13 Wo.)Dance | Erstveröffentlichung: 17. März 2023 Verkäufe: + 70.000; mit Sam Feldt feat. Violet Days             |
| 2023 | All You Need Is Love –                             | — | — | — | — | — | — | Erstveröffentlichung: 19. Mai 2023 mit Nicky Romero & Nico Santos                                   |
| 2023 | Finally –                                          | — | — | — | — | — | — | Erstveröffentlichung: 14. April 2023 mit Rani                                                       |
| 2023 | Past Life –                                        | — | — | — | — | — | — | Erstveröffentlichung: 22. September 2023 mit Felix Jaehn                                            |
| 2024 | Rest of My Life –                                  | — | — | — | — | — | — | Erstveröffentlichung: 19. Januar 2024 mit Sam Feldt                                                 |
| 2024 | Mountains –                                        | — | — | — | — | — | — | Erstveröffentlichung: 10. Mai 2024 mit Galantis & Zoe Wees                                          |

### Als Gastmusiker
| Jahr | Titel Album         | Höchstplatzierung, Gesamtwochen, AuszeichnungChartplatzierungen (Jahr, Titel, Album, Platzierungen, Wochen, Auszeichnungen, Anmerkungen) | Höchstplatzierung, Gesamtwochen, AuszeichnungChartplatzierungen (Jahr, Titel, Album, Platzierungen, Wochen, Auszeichnungen, Anmerkungen) | Höchstplatzierung, Gesamtwochen, AuszeichnungChartplatzierungen (Jahr, Titel, Album, Platzierungen, Wochen, Auszeichnungen, Anmerkungen) | Höchstplatzierung, Gesamtwochen, AuszeichnungChartplatzierungen (Jahr, Titel, Album, Platzierungen, Wochen, Auszeichnungen, Anmerkungen) | Höchstplatzierung, Gesamtwochen, AuszeichnungChartplatzierungen (Jahr, Titel, Album, Platzierungen, Wochen, Auszeichnungen, Anmerkungen) | Höchstplatzierung, Gesamtwochen, AuszeichnungChartplatzierungen (Jahr, Titel, Album, Platzierungen, Wochen, Auszeichnungen, Anmerkungen) | Anmerkungen                                                        |
| Jahr | Titel Album         | DE | AT | CH | UK | US | Dance | Anmerkungen                                                        |
| ---- | ------------------- | --- | --- | --- | --- | --- | --- | ------------------------------------------------------------------ |
| 2023 | Weekends Happy Rave | DE51 (21 Wo.)DE | — | — | — | — | — | Erstveröffentlichung: 3. Februar 2023 Felix Jaehn feat. Jonas Blue |

## Musikvideos
| Jahr | Titel                  | Regie                                        |
| ---- | ---------------------- | -------------------------------------------- |
| 2016 | Fast Car               | Adam Newport-Berra                           |
| 2016 | Perfect Strangers      | Sashinski                                    |
| 2016 | By Your Side           | Stefan Arni, Siggi Kinski                    |
| 2017 | Mama                   | Sasha Nathwani                               |
| 2017 | We Could Go Back       | Masashi Muto                                 |
| 2018 | Hearts Ain’t Gonna Lie | Alexandra Gavillet                           |
| 2018 | Alien                  | Alexandra Gavillet                           |
| 2018 | I See Love             |                                              |
| 2018 | Roll with Me           | Bantu, James Davis II                        |
| 2018 | Polaroid               | Jay Martin                                   |
| 2018 | Back & Forth           | Finn Keenan                                  |
| 2019 | Desperate              | Patrick Tohill                               |
| 2019 | Wild                   | Daniel Carberry                              |
| 2019 | What I Like About You  | Gil Green                                    |
| 2019 | Ritual                 | Sophie Muller                                |
| 2019 | Younger                | Daniel Carberry                              |
| 2019 | Billboard              | Peifu Chen                                   |
| 2020 | Mistakes               | Thomas James                                 |
| 2020 | Naked                  | Isaac Rentz                                  |
| 2021 | Something Stupid       | Rankin                                       |
| 2021 | Hear Me Say            | Alex Nicholson                               |
| 2021 | Sad Boy                | Noah Sterling                                |
| 2022 | Don’t Wake Me Up       | Isaac Rentz                                  |
| 2022 | Perfect Melody         | Sashinski                                    |
| 2022 | Always Be There        | Warren Berchie, Dean Kay-Barry, Simran Lotay |

## Autorenbeteiligungen und Produktionen
Liste der Autorenbeteiligungen (A) und Produktionen (P) von Jonas Blue
| Jahr | Titel Interpretation         | Anmerkungen                              |
| ---- | ---------------------------- | ---------------------------------------- |
| 2017 | Be Somebody A Alex Mills     | Erstveröffentlichung: 10. Februar 2017   |
| 2017 | Mama A Mammalia              | Erstveröffentlichung: 7. August 2017     |
| 2017 | Heartline A, P Craig David   | Erstveröffentlichung: 15. September 2017 |
| 2020 | My Head & My Heart P Ava Max | Erstveröffentlichung: 19. November 2020  |
| 2021 | Morning A Zara Larsson       | Erstveröffentlichung: 18. Juni 2021      |

Jonas Blue als Autor (A) und Produzent (P) in den Charts

| Jahr | Titel Interpretation         | Höchstplatzierung, Gesamtwochen, AuszeichnungChartplatzierungen (Jahr, Titel, Interpretation, Platzierungen, Wochen, Auszeichnungen, Anmerkungen) | Höchstplatzierung, Gesamtwochen, AuszeichnungChartplatzierungen (Jahr, Titel, Interpretation, Platzierungen, Wochen, Auszeichnungen, Anmerkungen) | Höchstplatzierung, Gesamtwochen, AuszeichnungChartplatzierungen (Jahr, Titel, Interpretation, Platzierungen, Wochen, Auszeichnungen, Anmerkungen) | Höchstplatzierung, Gesamtwochen, AuszeichnungChartplatzierungen (Jahr, Titel, Interpretation, Platzierungen, Wochen, Auszeichnungen, Anmerkungen) | Höchstplatzierung, Gesamtwochen, AuszeichnungChartplatzierungen (Jahr, Titel, Interpretation, Platzierungen, Wochen, Auszeichnungen, Anmerkungen) | Höchstplatzierung, Gesamtwochen, AuszeichnungChartplatzierungen (Jahr, Titel, Interpretation, Platzierungen, Wochen, Auszeichnungen, Anmerkungen) | Anmerkungen                                                   |
| Jahr | Titel Interpretation         | DE | AT | CH | UK | US | Dance | Anmerkungen                                                   |
| ---- | ---------------------------- | --- | --- | --- | --- | --- | --- | ------------------------------------------------------------- |
| 2017 | Heartline A, P Craig David   | — | — | — | UK24 Gold · (11 Wo.)UK | — | — | Erstveröffentlichung: 15. September 2017 Verkäufe: + 400.000  |
| 2021 | My Head & My Heart P Ava Max | DE22 Gold · (22 Wo.)DE | AT26 Platin · (17 Wo.)AT | CH19 (28 Wo.)CH | UK18 Platin · (25 Wo.)UK | US45 Platin · (12 Wo.)US | — | Erstveröffentlichung: 19. November 2020 Verkäufe: + 2.650.000 |

## Sonderveröffentlichungen

### Alben
| Jahr | Titel Musiklabel                              | Anmerkungen                                            |
| ---- | --------------------------------------------- | ------------------------------------------------------ |
| 2021 | Cyan EMI Virgin Music • Positiva (UMG)        | Erstveröffentlichung: 11. Januar 2021 Mini-Kompilation |
| 2021 | Happy Vibes EMI Virgin Music • Positiva (UMG) | Erstveröffentlichung: 29. Mai 2021 Mini-Kompilation    |

### Lieder
| Jahr | Titel Album                              | Anmerkungen                                                        |
| ---- | ---------------------------------------- | ------------------------------------------------------------------ |
| 2016 | Perfect Strangers Runway                 | Erstveröffentlichung: 30. November 2016 AOA feat. Jonas Blue       |
| 2018 | Alien Singular: Act I (Japanese Edition) | Erstveröffentlichung: 12. Dezember 2018 mit Sabrina Carpenter      |
| 2019 | Now or Never Call My Name                | Erstveröffentlichung: 4. November 2019 Got7 feat. Jonas Blue       |
| 2023 | Weekends Happy Rave                      | Erstveröffentlichung: 18. August 2023 Felix Jaehn feat. Jonas Blue |

| Jahr | Titel Interpretation                                      | Anmerkungen                             |
| ---- | --------------------------------------------------------- | --------------------------------------- |
| 2016 | Keeping Your Head Up Birdy                                | Erstveröffentlichung: 18. März 2016     |
| 2016 | Still Falling for You Ellie Goulding                      | Erstveröffentlichung: 2. September 2016 |
| 2017 | Old Friends Jasmine Thompson                              | Erstveröffentlichung: 19. Mai 2017      |
| 2017 | Stay Zedd & Alessia Cara                                  | Erstveröffentlichung: 2. Juni 2017      |
| 2018 | Wild Love James Bay                                       | Erstveröffentlichung: 8. Februar 2018   |
| 2018 | Strangers Sigrid                                          | Erstveröffentlichung: 27. Februar 2018  |
| 2018 | Bum Bum Tam Tam J Balvin, MC Fioti, Future & Stefflon Don | Erstveröffentlichung: 2. März 2018      |
| 2019 | No One Jess Glynne                                        | Erstveröffentlichung: 15. März 2019     |
| 2019 | I Don’t Care Ed Sheeran feat. Justin Bieber               | Erstveröffentlichung: 6. Juni 2019      |
| 2019 | Don’t Give Up on Me Now R3hab & Julie Bergan              | Erstveröffentlichung: 27. Juni 2019     |
| 2019 | Ride It Regard                                            | Erstveröffentlichung: 8. November 2019  |
| 2019 | Joys Roberto Surace                                       | Erstveröffentlichung: 6. Dezember 2019  |
| 2020 | My Life Is Music Felix Da Housecat & The Visionary        | Erstveröffentlichung: 4. September 2020 |
| 2020 | Midnight Sky Miley Cyrus                                  | Erstveröffentlichung: 16. Oktober 2020  |
| 2020 | Baby Madison Beer                                         | Erstveröffentlichung: 6. November 2020  |
| 2020 | My Head & My Heart Ava Max                                | Erstveröffentlichung: 10. Dezember 2020 |
| 2021 | Fly Away Tones and I                                      | Erstveröffentlichung: 16. Juli 2021     |
| 2022 | Run into Trouble Alok & Bastille                          | Erstveröffentlichung: 10. Juni 2022     |
| 2022 | Needin’ U David Morales                                   | Erstveröffentlichung: 22. Juli 2022     |
| 2023 | Don’t Give Up Zoe Wees                                    | Erstveröffentlichung: 23. Juni 2023     |
| 2023 | Moonlight Sunrise Twice                                   | Erstveröffentlichung: 17. November 2023 |
| 2024 | Yes, And? Ariana Grande                                   | Erstveröffentlichung: 12. Januar 2024   |
| 2024 | Liquid Spirit Gregory Porter                              | Erstveröffentlichung: 15. März 2024     |

## Statistik

### Chartauswertung
Die folgenden Aufstellungen bieten eine Übersicht der Charterfolge von Jonas Blue in den Album- und Singlecharts. Es ist zu beachten, dass bei den Singles nur Interpretationen und keine Autorenbeteiligungen oder Produktionen berücksichtigt wurden.
|                     | DE    | AT    | CH    | UK    | US    | Dance       |
| ------------------- | ----- | ----- | ----- | ----- | ----- | ----------- |
| Nummer-eins-Alben   | DE—DE | AT—AT | CH—CH | UK—UK | US—US | Dance—Dance |
| Top-10-Alben        | DE—DE | AT—AT | CH—CH | UK—UK | US—US | Dance2Dance |
| Alben in den Charts | DE—DE | AT—AT | CH—CH | UK1UK | US1US | Dance2Dance |

|                       | DE    | AT    | CH    | UK     | US    | Dance        |
| --------------------- | ----- | ----- | ----- | ------ | ----- | ------------ |
| Nummer-eins-Singles   | DE—DE | AT—AT | CH—CH | UK—UK  | US—US | Dance—Dance  |
| Top-10-Singles        | DE4DE | AT4AT | CH4CH | UK4UK  | US—US | Dance3Dance  |
| Singles in den Charts | DE7DE | AT5AT | CH8CH | UK12UK | US1US | Dance22Dance |

### Auszeichnungen für Musikverkäufe
| Land/RegionAuszeichnungen für Musikverkäufe (Land/Region, Auszeichnungen, Verkäufe, Quellen) | Gold       | Platin         | Diamant     | Verkäufe  | Quellen              |
| -------------------------------------------------------------------------------------------- | ---------- | -------------- | ----------- | --------- | -------------------- |
| Australien (ARIA)                                                                            | —          | 32× Platin32   | —           | 2.240.000 | aria.com.au          |
| Belgien (BRMA)                                                                               | Gold1      | 6× Platin6     | —           | 210.000   | ultratop.be          |
| Brasilien (PMB)                                                                              | 5× Gold5   | 13× Platin13   | 3× Diamant3 | 1.300.000 | pro-musicabr.org.br  |
| Dänemark (IFPI)                                                                              | 5× Gold5   | 9× Platin9     | —           | 965.000   | ifpi.dk              |
| Deutschland (BVMI)                                                                           | 3× Gold3   | 5× Platin5     | —           | 2.600.000 | musikindustrie.de    |
| Frankreich (SNEP)                                                                            | 2× Gold2   | 2× Platin2     | 2× Diamant2 | 1.257.632 | snepmusique.com      |
| Irland (IRMA)                                                                                | —          | Platin1        | —           | 15.000    | Einzelnachweise      |
| Italien (FIMI)                                                                               | 3× Gold3   | 13× Platin13   | —           | 755.000   | fimi.it              |
| Japan (RIAJ)                                                                                 | Gold1      | —              | —           | —         | riaj.or.jp           |
| Kanada (MC)                                                                                  | —          | 9× Platin9     | —           | 720.000   | musiccanada.com      |
| Kolumbien (ASINCOL)                                                                          | —          | Platin1        | —           | 10.000    | Einzelnachweise      |
| Mexiko (AMPROFON)                                                                            | 4× Gold4   | 6× Platin6     | —           | 480.000   | amprofon.com.mx      |
| Neuseeland (RMNZ)                                                                            | —          | 15× Platin15   | —           | 435.000   | radioscope.co.nz NZ2 |
| Niederlande (NVPI)                                                                           | Gold1      | 12× Platin12   | —           | 645.000   | nvpi.nl              |
| Norwegen (IFPI)                                                                              | Gold1      | Platin1        | —           | 90.000    | ifpi.no              |
| Österreich (IFPI)                                                                            | Gold1      | 2× Platin2     | —           | 75.000    | ifpi.at              |
| Polen (ZPAV)                                                                                 | 3× Gold3   | 18× Platin18   | Diamant1    | 955.000   | olis.pl              |
| Portugal (AFP)                                                                               | 3× Gold3   | 7× Platin7     | —           | 85.000    | Einzelnachweise      |
| Schweden (IFPI)                                                                              | Gold1      | 14× Platin14   | —           | 720.000   | sverigetopplistan.se |
| Singapur (RIAS)                                                                              | —          | 2× Platin2     | —           | 20.000    | rias.org.sg          |
| Spanien (Promusicae)                                                                         | 2× Gold2   | 8× Platin8     | —           | 510.000   | elportaldemusica.es  |
| Vereinigte Staaten (RIAA)                                                                    | 6× Gold6   | 2× Platin2     | —           | 5.000.000 | riaa.com             |
| Vereinigtes Königreich (BPI)                                                                 | 3× Gold3   | 15× Platin15   | —           | 9.900.000 | bpi.co.uk            |
| Insgesamt                                                                                    | 45× Gold45 | 193× Platin193 | 6× Diamant6 |           |                      |